# Tor Hogne Aarøy
Tor Hogne Aarøy (Ålesund, 20 maart 1977) is een Noors voetballer.

## Clubcarrière
Tor Hogne Aarøy speelde tussen 1995 en 2011 voor Spjelkavik IL, Frigg Oslo FK, Rosenborg BK en Aalesunds FK. Hij tekende in 2011 bij JEF United Ichihara Chiba en in 2013 bij Aalesunds  FK.

## Erelijst
Aalesunds
- Noorse beker

2009